# 野澤雅子
野澤雅子（日语：／ Nozawa Masako，1936年10月25日—）出生於日本東京都荒川區日暮里，8歲－18歲住在群馬縣沼田市，現在則住在橫濱市，是日本舞台演員、聲優。本名塚田雅子（旧姓：野澤），她的丈夫是日本聲優塚田正昭，身高157公分，血型O型，星座是天蠍座，原本隸屬於自己獨立創立的事務所（office-nozawa）（已於2012年4月結束營運）。劇團“月光”主宰。叔母佐佐木清野為松竹蒲田的女優。父親是誠和畫廊的畫家野澤蓼洲（りょうしゅう）。活動時期是1950年至今。代表作為七龍珠系列（孫悟空、孫悟飯、孫悟天、巴达克、達列斯），2017年獲得金氏世界紀錄成為七龍珠遊戲系列配音最久的兩項紀錄。

## 演出作品
※粗體字為主要角色

### 電視動畫
1963年
- 原子小金剛（第1作）（有尾人の女王の子供、国際電話局ロボット）

1965年
- Q太郎（TBS版）（大原伸一）※初代

1966年
1967年
1968年
- 鬼太郎（第一部）（鬼太郎）

1969年
1970年
- 土包子大將（風大左衛門）

1971年
- 明日之丈（百合）
- 鬼太郎（第二部）（鬼太郎）

1973年
- 科學小飛俠（小孩）※第17話
- 哆啦A夢（哆啦A夢(NTV版本)※2代目）

1976年
- 小甜甜（麥格雷果家的老奶奶）
- 瓢蟲之歌（風大左衛門）※第68話
- 哈克貝里的冒險（哈克貝里·芬）
- 尋母三千里（路易吉）
- 皮可里諾的冒險（皮可里諾[3]）
- 保羅奇蹟大作戰（珊蒂）

1977年
- 浣熊拉斯卡爾（拉斯卡爾、葛瑞塔·桑德蘭、茱蒂·米契爾）
- 我是鐵兵（日语：おれは鉄兵）（林峰 / 上杉鐵兵）

1978年
- 銀河鐵道999（星野鐵郎[4]）

1979年
- 動畫紀行 馬可波羅的冒險（少海、巴蒂、老奶奶）
- 科學小飛俠F（東尼）※第7話
- 凡爾賽玫瑰（吟遊詩人的兒子）

1980年
- 怪物王子（第二部）（怪物太郎）
- 湯姆索耶的冒險（湯瑪斯（湯姆）·索耶[5]）
- 天才小釣手（三平三平）

1981年
- 福星小子（金太郎）
- 聖戰士（小飛／錫石宏、巫婆）

1983年
- 我係小忌廉（為立花家服侍的奶媽）
- 伊賀野河馬丸（少年時期的河馬丸、松野好）

1984年
- 名偵探福爾摩斯（麥可·吉爾摩爾）

1985年
- 嘿！奔奔（奔奔）

1986年
- 愛少女波麗安娜物語（波麗·賀林頓）
- 綠野仙蹤（奇普與奧茲瑪公主）
- 七龍珠（孫悟空[6]）

1987年
- 褞袍超人（掃除鬼）

1989年
- 七龍珠Z（孫悟空、孫悟飯）

1990年
- 森林大帝（第3作）（ギボ）※第28話
- （巴达克、孫悟空）

1991年
- 妖怪荷利（魔女奶奶、各像）
- 小妖怪那裡這裡哪裡（奶奶）
- 七龍珠Z（巴达克）
- 鬥球兒彈平（小佛珍念）

1993年
- 七龍珠Z（孫悟天）
- （孫悟飯）

1994年
- 七龍珠Z（悟天克斯）

1995年
- 七龍珠Z（贝吉特）

1996年
- 七龍珠GT（孫悟空、孫悟飯、孫悟天、悟吉塔、孫悟空Jr）

1999年
- IQ博士（孫悟空）

2000年
- 金田一少年之事件簿（坤田友代）
- 哈姆太郎（哈姆奶奶、露子的奶奶（春名夢））
- 純情房東俏房客（浦島雛（原作為「浦島日向」））

2001年
- 名偵探柯南（千間降代）
- ONE PIECE（Dr.古蕾娃（魔女））
- 數碼寶貝馴獸師（基爾獸、古拉獸、鋼鐵古拉獸、紅蓮騎士獸、紅蓮騎士獸(真紅蓮型態)）

2003年
- 鐵臂阿童木（原始人少年）
- 巷說百物語（白庵、黑庵）

2004年
- 偵探學園Q（老婆婆）※第40話
- 光之美少女（雪城早苗）

2005年
- Tsubasa Chronicle（怪魚）
- 神奇寶貝超世代（政宗）
- 雪之女王（奶奶）
- 植木法則 星期日CM劇場 (植木耕助)
- 光之美少女 Max Heart（雪城早苗）

2006年
- 偶像宣言（月島星璃的祖母）
- 結界師（花乃小路夢子）
- 發條武士（飯糰屋老闆娘）
- 火影忍者（老婆婆）
- 数码宝贝拯救者 （红莲骑士兽）

2007年
- 天保異聞 妖奇士（土方歲三）

2008年
- 墓場鬼太郎（鬼太郎[7]）
- 意外（猫又）

2009年
- 七龍珠改（孫悟空、孫悟飯、巴达克）
- 守護甜心！（丸山春樹）
- 四葉遊戲（諾摩、門戶樂園的成員（第2話）、朝見時枝、被弄錯的奶奶的爺爺（第13話）、住在城鎮上養育瀧川茜的阿姨）

2010年
- ver.2.0（キュリー夫人）
- 夢色蛋糕師（法國理事長）

2011年
- Keroro軍曹（オララ）
- 日常（第10話片尾預告旁白）

2014年
- 七龍珠改 魔人普烏篇（孫悟空、孫悟飯、孫悟天、悟天克斯、贝吉特）
- 乒乓 THE ANIMATION（老奶奶）

2015年
- 七龍珠超（孫悟空、孫悟飯、孫悟天、悟天克斯、黑悟空、贝吉特）
- 那就是聲優！（本人/野澤雅子[8]、海斗）

2016年
- 魔法護士小麥R（飛馳怪人）

2017年
- 巴哈姆特之怒 VIRGIN SOUL（龍族族長）

2018年
- OVERLORD（莉古李特·別爾斯·卡勞）
- 鬼太郎（第六部）（眼珠老爹）
- 鬼燈的冷徹 第貳期 其之貳（神奇馬琳）
- 深夜！天才傻鵬（野澤雅子）
- 邪神與廚二病少女（アーサーバーシバル）
- 中間管理錄利根川（ざわ…ボイス〈001〉）

2019年
- 決鬥大師（コピージョー）

2020年
- 阿薩里爾 未來的民間故事（雅絲瑪）
- 數碼寶貝大冒險：（旁白[9]、雪球獸）
- 蠟筆小新(小新老人／信之介)

2022年
- 5億年按鈕【官方】～菅原壯太的超短篇～（托尼奧）

2023年
- 希望之力～成年光之美少女'23～（雪城早苗[10]）

2024年
- 愚蠢天使與惡魔共舞（喬[11]）
- 怪異與少女與神隱（車站工作人員[12]）
- 戰隊大失格（小龍神[13]）
- 七龍珠大魔（孫悟空[14]／孫悟空〈迷你〉[15]、孫悟飯、孫悟天／孫悟天〈迷你〉）
- 阿薩里爾2 未來的民間故事（雅絲瑪[16]）

### 網路動畫
2018年
- 超級龍珠英雄（孫悟空、孫悟飯、孫悟空：XENO、孫悟飯：XENO、孫悟天：XENO、达列斯、贝吉特、贝吉特：XENO、悟吉塔、悟吉塔：XENO、巴达克、巴达克：XENO、黑悟空：XENO/红假面赛亚人、孫悟飯（未来）/黑衣未来战士）

2021年
- 星際大戰：視界（T0-B1）

### OVA
- 銀河鐵道物語（星野鐵郎）
- （孫悟空、孫悟飯、达列斯）
- （孫悟空、孫悟飯、达列斯）
- 七龍珠Z外傳 巴达克之章（巴达克）
- 七龍珠Z 唷!归来的孙悟空与伙伴们!!（孫悟空、孫悟飯、孫悟天、悟天克斯）
- 美食獵人 & ONE PIECE & 七龍珠Z 超夢幻合作特別篇！！（孫悟空、孫悟飯、孫悟天、悟天克斯）
- EX DVD特典映像

### 劇場動畫
- 穿靴子的貓（預告篇的小丑）
- 凡爾賽玫瑰（吟遊詩人的兒子）

1979年
- 銀河鉄道999(The Galaxy Express 999)（星野鐵郎）

1980年
- （星野鐵郎）

1981年
- （怪物太郎）
- （星野鐵郎）

1982年
- （怪物太郎）

1983年
- 忍者哈特利（メカマロ）

1986年
- 七龍珠 神龍傳說（孫悟空）

1987年
- 七龍珠 魔神城的睡美人（孫悟空）

1988年
- 七龍珠 摩訶不思議大冒險（孫悟空）

1989年
- 七龍珠Z（孫悟空、孫悟飯）

1990年
- 七龍珠Z 世界最強的高手（孫悟空、孫悟飯）
- 七龍珠Z 地球超級大決戰（孫悟空、孫悟飯、达列斯）

1991年
- 七龍珠Z 超級賽亞人孫悟空（孫悟空、孫悟飯）
- 七龍珠Z 最強對最強（孫悟空、孫悟飯、巴达克）

1992年
- 七龍珠Z 激突!!100億能量的戰士們（孫悟空、孫悟飯）
- 七龍珠Z 極限之戰!!三大超級賽亞人（孫悟空、孫悟飯）

1993年
- 七龍珠Z 燃燒吧!!熱戰·烈戰·超激戰（孫悟空、孫悟飯）
- 七龍珠Z 銀河面臨危機!!身手不凡的高手（孫悟飯、孫悟空）

1994年
- 七龍珠Z 危險的二人!超級戰士難以安枕（孫悟空、孫悟飯、孫悟天）
- 七龍珠Z 超級戰士撃破!!勝利的勇士是我（孫悟空、孫悟天）

1995年
- （孫悟空、孫悟飯、孫悟天、悟天克斯、悟吉塔）
- 七龍珠Z 龍拳爆發!!悟空捨我其誰（孫悟空、孫悟飯、孫悟天、悟天克斯）

1996年
- 七龍珠 最強之道（孫悟空）

1998年
- （星野鐵郎）

1999年
- 大雄的宇宙漂流記（洛哥）

2001年
- 數碼寶貝03馴獸師之王-冒險者的戰鬥（基爾獸、古拉兽、钢铁古拉兽）

2002年
- 數碼寶貝03馴獸師之王-暴走的數碼列車（基爾獸、古拉兽、钢铁古拉兽、红莲骑士兽、红莲骑士兽(真红莲型态)）
- 大雄與機器人王國（克魯林）

2005年
- 光之美少女Max Heart（ラウンド、雪城さなえ）
- 光之美少女Max Heart 2 雪空的朋友（ムタ、雪城さなえ）
- 数码宝贝X进化（红莲骑士兽）

2008年
- ONE PIECE劇場版-綻放在寒冬的奇蹟櫻花（Dr.古蕾娃）

2012年
- 阿修羅（阿修羅）
- 大雄與奇蹟之島~動物歷險記~（野比大助）

2013年
- 龍珠Z 神與神（孫悟空、孫悟飯、孫悟天、悟天克斯）

2014年
- 光之美少女 All Stars New Stage3 永远的朋友（恶梦兽）

2015年
- 七龍珠Z 复活的F（孫悟空、孫悟飯）

2017年
- （鬼太郎）

2018年
- 劇場版 精靈寶可夢 我們的故事（翡翠）
- 七龍珠超 布羅利（孫悟空、孙悟天、悟吉塔、巴达克）

2019年
- 天氣之子（占卜婆婆）

2022年
- 七龍珠超 超级英雄（孫悟空、孫悟飯、孫悟天）

2023年
- 鬼太郎誕生 咯咯咯之謎（眼珠老爹）

2025年
- 劇場版 我與機器子（機器子〈昭和搞笑漫畫世界線〉[17]）

### 游戏
- 七龍珠系列（孫悟空、孫悟飯、孫悟天、黑悟空、悟天克斯、贝吉特、悟吉塔、孙悟空Jr.、巴达克、达列斯）
- ONE PIECE系列（Dr.古蕾娃）
- 數碼寶貝系列（基爾獸、古拉獸、鋼鐵古拉獸、紅蓮騎士獸、紅蓮騎士獸(真紅蓮型態)、黑基爾獸、黑古拉獸、混沌騎士獸）
- 系列
- 最終幻想 零式（兵站局局長）
- 大雄與奇蹟之島~動物歷險記~3DS（野比大助）
- 超級機器人大戰A PORTABLE（一木金太、白骨鬼）
- 銀河鉄道999（星野鐵郎）
- （四次元女帝）
- Battle Stadium D.O.N（孫悟空、孫悟飯）
- J-Stars Victory VS（孫悟空）
- 英雄聯盟(日版)（悟空）
- 殘機為零（未來）
- スターオーシャン:アナムネシス（レコロ）
- 月影特工 secret fragrance（津守ヨモギ）
- JUMP FORCE（孙悟空）
- ブレイドエクスロード（ユオル）

### 外語配音

#### 電影
- 稻草人（英语：Scarecrow (1973 film)）（1976年，安妮·格里森〈佩內洛普·艾倫（英语：Penelope Allen）〉）※朝日電視台版。

### 电视剧
- 魔法老师 真人版(亚尔贝尔·卡摩米尔<配音>)

### 木偶劇
- 行動我的畫（波麗）
- 喧囂森林的雁子（珂羅、烏龜婆婆）
- 伸懶腰的小儂（太濡、小孔媽媽、狐狸奶奶）

## 外部連結
- （日語）
- 個人介紹 （页面存档备份，存于）（日語）
- 野澤雅子的聲優道，全3回完結，2016年8月16日最後查閱。（日語）
- 野澤雅子的聲優道，完整中文翻譯 （页面存档备份，存于），全3回完結。（繁體中文）